# 심곡도서관
심곡도서관은 경기도 부천시 소사구 심곡본동 소재의 시립 도서관이다. 이 도서관 3층에 갖추어져 있는 역사(특화 부문) 자료실에 의사 안중근 특화 코너가 설치되어 있다.

## 연혁
- 1985.03.25 심곡도서관 개관(소사구 성무로 24 (심곡본동))
- 2000.03 시립도서관 도서관리 통합시스템 및 전자정보실 구축
- 2000 시립도서관 홈페이지 구축 (www.bcl.go.kr)
- 2000 ~ 2001 경기도 공공도서관 평가 '최우수도서관' 선정(2년연속)
- 2004.03.24 한국도서관협회 주관 『한국도서관상』수상
- 2004.12.16 '국회도서관'과 학술정보 상호협력협정체결
- 2007.11 문화관광부 주관 작은 도서관 운영 "전국 최우수 기관" 선정
- 2009 국립중앙도서관 주관'공공도서관 협력업무 최우수기관' 선정
- 2011.02 2010년 경기도 공공도서관 평가 협력부문 "우수도서관" 선정
- 2011.09.19 행정기구개편 및 지식정보센터로 승격
- 2013.10 통합 도서관리 정보시스템 구축 (32개 기관)

## 시설현황
- 4층: 남자열람실, 시청각실, 세미나실
- 3층: 역사자료실, 여자열람실
- 2층: 제2자료실(전자정보실)
- 1층: 제1자료실(종합자료실), 아동실, 구내식당
- 지하1층: 기계실, 전기실, 서고

## 이용 안내
이용 시간
- 자료실: 평일 09:00~22:00 / 토·일요일 09:00~17:00
- 열람실: 매일 07:00~22:00

휴관일
- 매주 월요일
- 일요일을 제외한 법정공휴일(단, 국경일이 토,일요일인 경우에는 휴관)